# Bojkowszczyzna

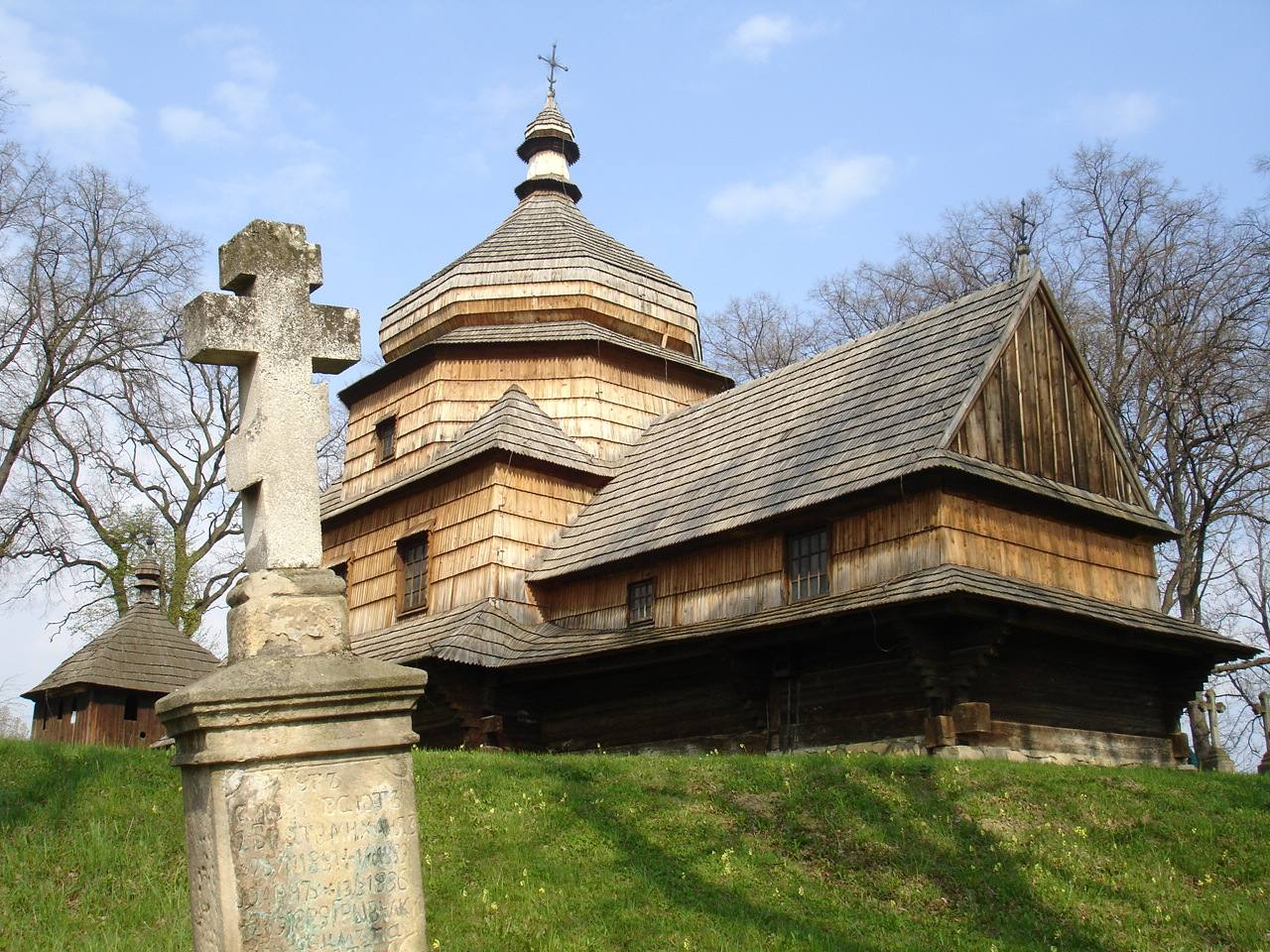
Zabytkowa cerkiew bojkowska z Czerteża

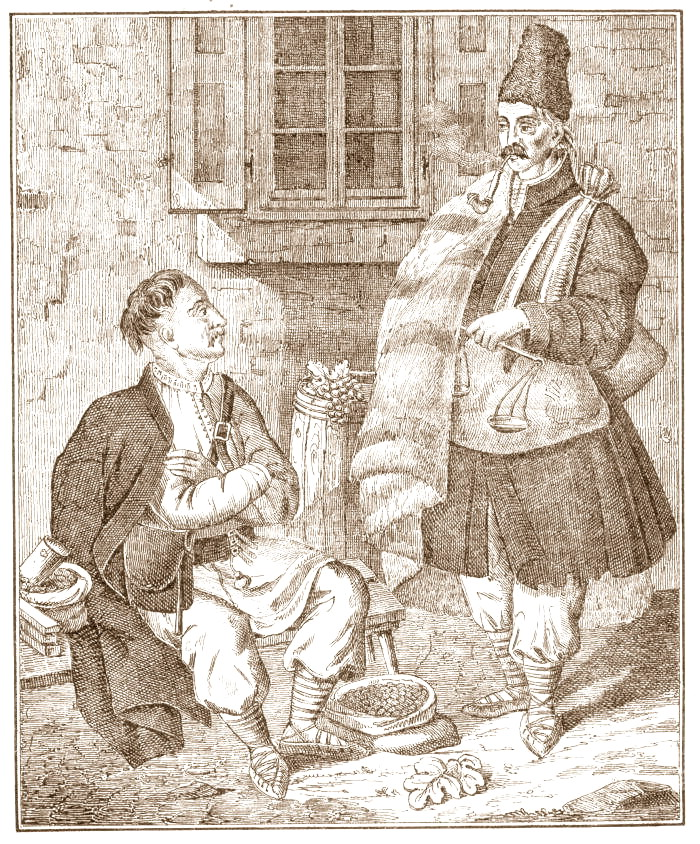
Typy mieszkańców Galicji, Bojkowie, litografia 1837

Bojkowszczyzna – historyczno-etnograficzny obszar zamieszkany przez Bojków, na północnych oraz południowych stokach Karpat. Zajmuje powierzchnię 8 tys. km². Administracyjnie obszar położony jest w górskich partiach obwodu lwowskiego, iwanofrankowskiego, obwodu zakarpackiego Ukrainy oraz województwa podkarpackiego Polski.
Granicę etnograficzną dla tej grupy wyznaczają na wschodzie rzeki Łomnica i Tereswa oraz rzeki San i Uż na zachodzie. Od zachodu Bojkowie graniczyli z Łemkami, a naturalną granicą podziału był wododział przechodzący przez Okrąglik, Jasło, Małe Jasło i Rożki do Cisnej, następnie przez Hon, Osinę, Sasów, Wołosań, Jaworne, przełęcz Żebrak, Chryszczatą i Dział do Suliły.
W obecnych granicach Polski leżały bojkowskie wsie Kamionki, Sukowate, Żernica Wyżna, Berezka, Bereżnica Niżna, Łobozew, Równia, Hoszów, Ustrzyki Górne, Lutowiska, Czarna, Baligród, Cisna i Stebnik. Na północ od nich, po obu stronach drogi z Olszanicy do Ustrzyk Dolnych i Krościenka, znajdowały się wsie o mieszanych cechach bojkowsko-łemkowsko-doliniańskich.
Na Bojkowszczyźnie urodził się Piotr Konaszewicz-Sahajdaczny.
W Polsce badania nad Bojkowszczyzną prowadzi m.in. Andrzej Wielocha oraz etnografowie ze Skansenu w Sanoku.